# Чапаєво (Камизяцький район)
Чапаєво (рос. Чапаево) — село у Камизяцькому районі Астраханської області Російської Федерації.
Населення становить 429 осіб. Входить до складу муніципального утворення Каралатська сільська рада.

## Історія
Населений пункт розташований на території українського етнічного та культурного краю Жовтий Клин. Від 1925 року належить до Камизяцького району.
Згідно із законом від 6 серпня 2004 року органом місцевого самоврядування є Каралатська сільська рада.

## Населення
| 2002 | 2010 | 2012 | 2013 | 2014 |
| ---- | ---- | ---- | ---- | ---- |
| 464  | ↘450 | ↘442 | ↘435 | ↘429 |